# Josef Sigmund Nachbauer

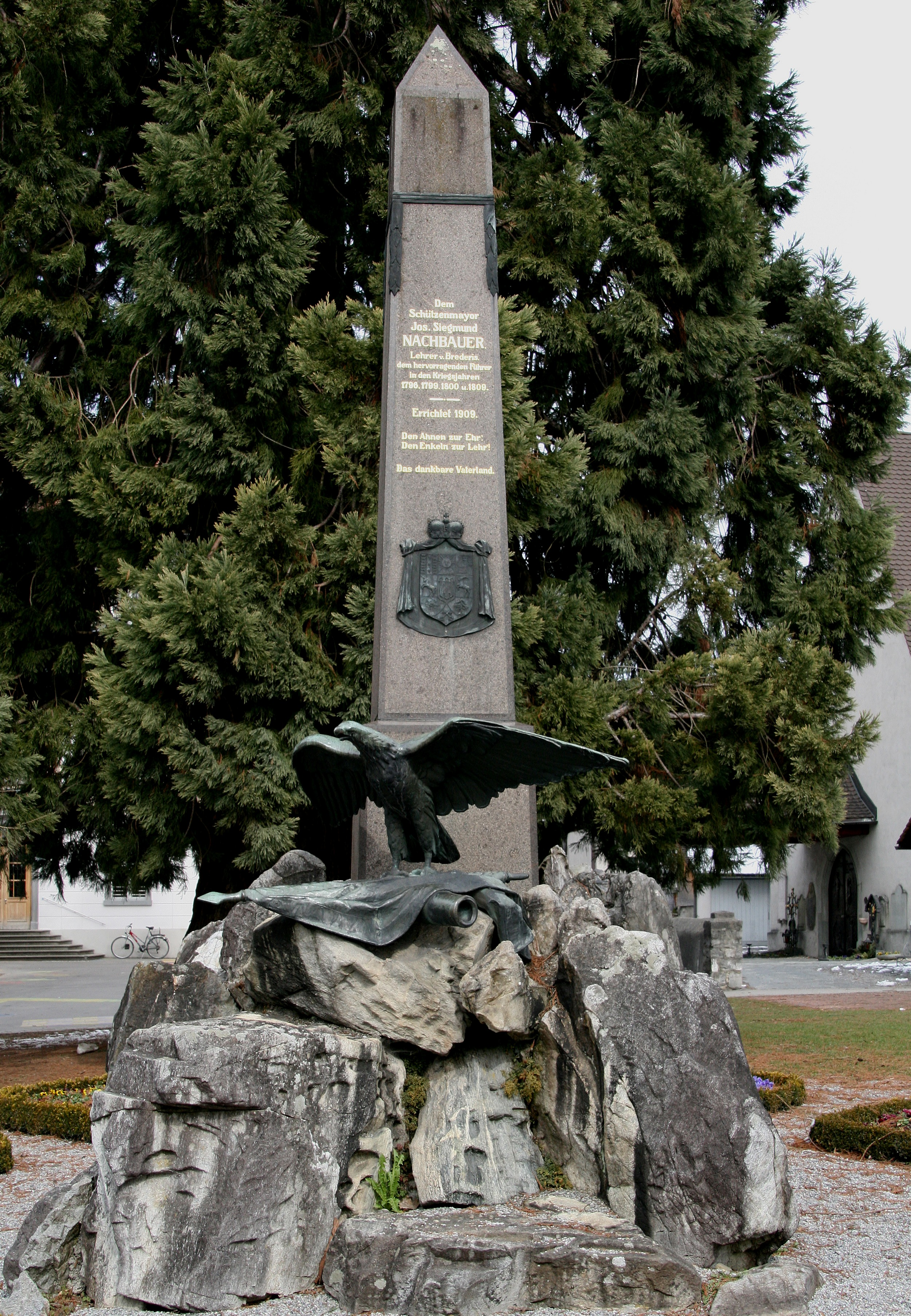
Denkmal für Nachbauer, errichtet 1909 in Rankweil

Josef Sigmund Nachbauer (* 16. Februar 1759 in Rankweil; † 25. Oktober 1813 in Ingolstadt) war ein österreichischer Oberleutnant und eine der führenden Persönlichkeiten bei der Vorarlberger Volkserhebung 1809.

## Leben und Wirken
Als Kind übersiedelte Nachbauer von Rankweil nach Brederis. Er arbeitete 1777 als Lehrer in seinem Heimatort. Im Jahr 1799 beteiligte er sich als Oberleutnant an den Kämpfen gegen die Franzosen bei Feldkirch. 1800 wurde er zum Hauptmann der Rankweiler Schützen gewählt. 
Er organisierte den Aufstand in Vorarlberg gegen die Bayern. 
Am 5. Juni 1809 wurde er mit sieben anderen Majoren zum Führer der Landesverteidigung. Er wurde in der Schweiz für 1000 Gulden Kopfgeld festgenommen und an die Franzosen ausgeliefert. 
Am 10. November 1809 kehrte er nach Vorarlberg zurück und wurde trotz Amnestie gleich wieder verhaftet. Am 23. Dezember wurde er wieder freigelassen, durfte aber keine öffentlichen Ämter mehr ausüben. Im April 1813 wurde er abermals verhaftet und nach München gebracht und später nach Ingolstadt verbracht. 
Am 25. Oktober 1813, als seine Freilassung unmittelbar bevorstand, starb er an einem Lungenleiden.